# ویکتوریا-اشتفانیا پترانو
ویکتوریا-اشتفانیا پترانو (رومانیایی: Victoria-Ștefania Petreanu؛ زادهٔ ۲۱ ژانویهٔ ۲۰۰۳) قایقران روئینگ زن اهل رومانی است.
وی در مسابقات کشوری و بین‌المللی در مجموع برندهٔ ۵ مدال طلا شده است.